# Kabuto (Pokémon)
Kabuto (japanski: カブト Kabuto) jedan je od 1025 fiktivnih vrsta Pokémona iz medijske franšize Pokémon, skupa Pokémon videoigara, animiranih serija, manga stripova, knjiga, igraćih karata i drugih medija kojima je tvorac Satoshi Tajiri. Svrha je Kabuta u videoigrama, animiranoj seriji i manga stripovima, kao i svrha ostalih Pokémona, borba s divljim Pokémonima – neukroćenim stvorenjima koje igrači i likovi pronalaze dok kreću na razne avanture – i pripitomljenim Pokémonima drugih Pokémon trenera.

## Etimologijaimena
Ime "Kabuto" dolazi od japanske riječi "kabuto" = kaciga, i "kabutogani", japansko ime za rakove. U početku, Kabuto se trebao zvati Att, što je – kada se spoji s evoluiranim oblikom Lantis (kasnije pozntog kao Kabutops) – zapravo igra riječi za riječ Atlantis.

## Pokédex podaci
- Pokémon Red/Blue: Pokémon oživljen iz fosila pronađenog na nekadašnjim oceanskim dnima koji je živio prije milijun godina.
- Pokémon Yellow: Pokémon oživljen iz fosila. Koristi oči na leđima dok se skriva na oceanskom dnu.
- Pokémon Gold: U rijetkim slučajevima, moguće je pronaći fosile ovog Pokémona koji su izumrli dok su se skrivali na oceanskom dnu.
- Pokémon Silver: Ovaj je Pokémon živio tijekom drevnih vremena. U rijetkim slučajevima, moguće je pronaći žive primjerke ove vrste.
- Pokémon Crystal: Skrivao se na oceanskom dnu stotinama milijuna godina. Posjeduje oči na leđima koje sjaje.
- Pokémon Ruby/Sapphire: Kabuto je Pokémon oživljen iz fosilnih ostataka. Ipak, u rijekim slučajevima, moguće je pronaći žive primjerke ove vrste. Ova je Pokémon nije nimalo promijenio od svojih predaka koji su živjeli prije tristo milijuna godina.
- Pokémon Emerald: Kabuto je Pokémon oživljen iz fosilnih ostataka. Ipak, u rijekim slučajevima, moguće je pronaći žive primjerke ove vrste. Ova je Pokémon nije nimalo promijenio od svojih predaka koji su živjeli prije tristo milijuna godina.
- Pokémon FireRed: Ovaj je Pokémon oživljen iz fosila drevnog bića. Štiti se svojim snažnim oklopom.
- Pokémon LeafGreen: Pokémon oživljen iz fosila pronađenog na nekadašnjim oceanskim dnima koji je živio prije milijun godina.
- Pokémon Diamond/Pearl: Smatra se kako je nastanjivao plaže prije 300 milijuna godina. Zaštićen je krutim oklopom.

## U videoigrama
Kabutoa se može naći jedino u Pokémon Red, Blue, FireRed i LeafGreen videoigrama, ako igrač nađe (iskopa) Kupolasti fosil (Dome Fossil) u Mjesečevoj planini umjesto Spiralnog fosila (Helix Fossil). Fosil se može oživjeti ako ga se odnese u laboratorij u gradu Cinnabaru.
Kabuto ima visoke Attack i Defense status, kao i prosječan Speed status za Elementarnog Pokémona.

## Tehnike
| Prirodne tehnike             | Prirodne tehnike | Prirodne tehnike |
| ---------------------------- | ---------------- | ---------------- |
| Tehnika                      | Vrsta tehnike    | Razina           |
| Grebanje (Scratch)           | Normalni         |                  |
| Otvrdnjavanje (Harden)       | Normalni         |                  |
| Upijanje (Absorb)            | Travnati         | 6                |
| Opaki pogled (Leer)          | Normalni         | 11               |
| Hitac blatom (Mud Shot)      | Zemljani         | 16               |
| Napad pijeskom (Sand-attack) | Zemljani         | 21               |
| Vodeni mlaz (Aqua Jet)       | Vodeni           | 31               |
| Mega isušivanje (Mega Drain) | Travnati         | 36               |
| Metalni zvuk (Metal Sound)   | Čelični          | 41               |
| Drevna moć (AncientPower)    | Kameni           | 46               |
| Zavrtanje (Wring Out)        | Normalni         | 51               |

## Statistike
| HP:      | 30 |  |
| Attack:  | 80 |  |
| Defense: | 90 |  |
| Special: | 45 |  |
| SpAtk:   | 55 |  |
| SpDef:   | 45 |  |
| Speed:   | 55 |  |

Statistika Special korištena je samo tijekom prve generacije; kasnije je podijeljenja na Special Attack i Special Defense statistike.

## U animiranoj seriji
Kabuto se prvi put "pojavio" u animiranoj seriji u epizodi 13. Pokémanijak Bill obukao se u veliki kostim Kabutoa pokušavajući bolje shvatiti njegovo prirodno ponašanje. Njegovo prvo pravo pojavljivanje bilo je u epizodi 46, kada ga je otkrio Ash dok je Tima Raketa pokušavao raznijeti Grandfather Kanjon. Kabutovo sljedeće pojavljivanje bilo je u epizodi 91, gdje se pojavio u velikom broju. Njegovi fosili u Orange arhipelagu, koji ih je bio prepun, oživjeli su pod utjecajem crvenog svjetla mjesečine. Ovo se vjerojatno odnosi na kineski mit o "kamenim lastavicama", fosiliziranim kamenim bićima koja ožive i lete uokolo. 